# Томаж Разингар
Томаш Разингар (словен. Tomaž Razingar — Јесенице, 25. април 1979) некадашњи је професионални словеначки хокејаш на леду који је током играчке каријере играо на позицијама крилног нападача.
Био је редован члан сениорске репрезентације Словеније за коју је на међународној сцени дебитовао на светском првенству 1999. када је Словенија играла у групи Б. За репрезентацију је играо на укупно 14 светских првенстава, а од 2010. па до краја каријере био је и капитен репрезентације. Такође је био и део словеначког олимпијског тима на ЗОИ 2014. у Сочију. Носио је словеначку заставу на церемонији отварања Игара у Сочију.
Највећи део играчке каријере прово је у редовима екипе Акрони Јесенице са којом је освојио и три титуле националног првака.